# Gunilla Linn Persson
Gunilla Linn Persson, egentligen Gunilla Linnea Persson, född 6 juli 1956 i Kungsholms församling i Stockholm, är en svensk författare. Linn Persson har bland annat skrivit TV-serien Skärgårdsdoktorn tillsammans med Lars Bill Lundholm, samt flera böcker.
Gunilla Linn Persson fick i ett samboförhållande med konstnären Anders Widoff (född 1953) dottern Sahara Widoff (född 1979), som fick en dotter med Christian Falk och därefter gifte sig med Andreas Kleerup. I ett senare förhållande med manusförfattaren Lars Bill Lundholm (född 1948) fick Gunilla Linn Persson en dotter (född 1984). Åren 1987–1998 var hon gift med fotografen Mikael Wahlberg (född 1947).

## Manus
- 1987 – Hästens öga (TV-serie)
- 1991 – Sista vinden från Kap Horn
- 1993 – Allis med is (TV-serie)
- 1997 – Skärgårdsdoktorn (TV-serie)
- 1998 – Pip-Larssons (TV-serie)

## Priser och utmärkelser
- 1991 – Tidningen Vi:s litteraturpris
- 1997 – ABF:s litteratur- & konststipendium